# Café Tortoni
Pour l’article homonyme, voir Café Tortoni de Paris.

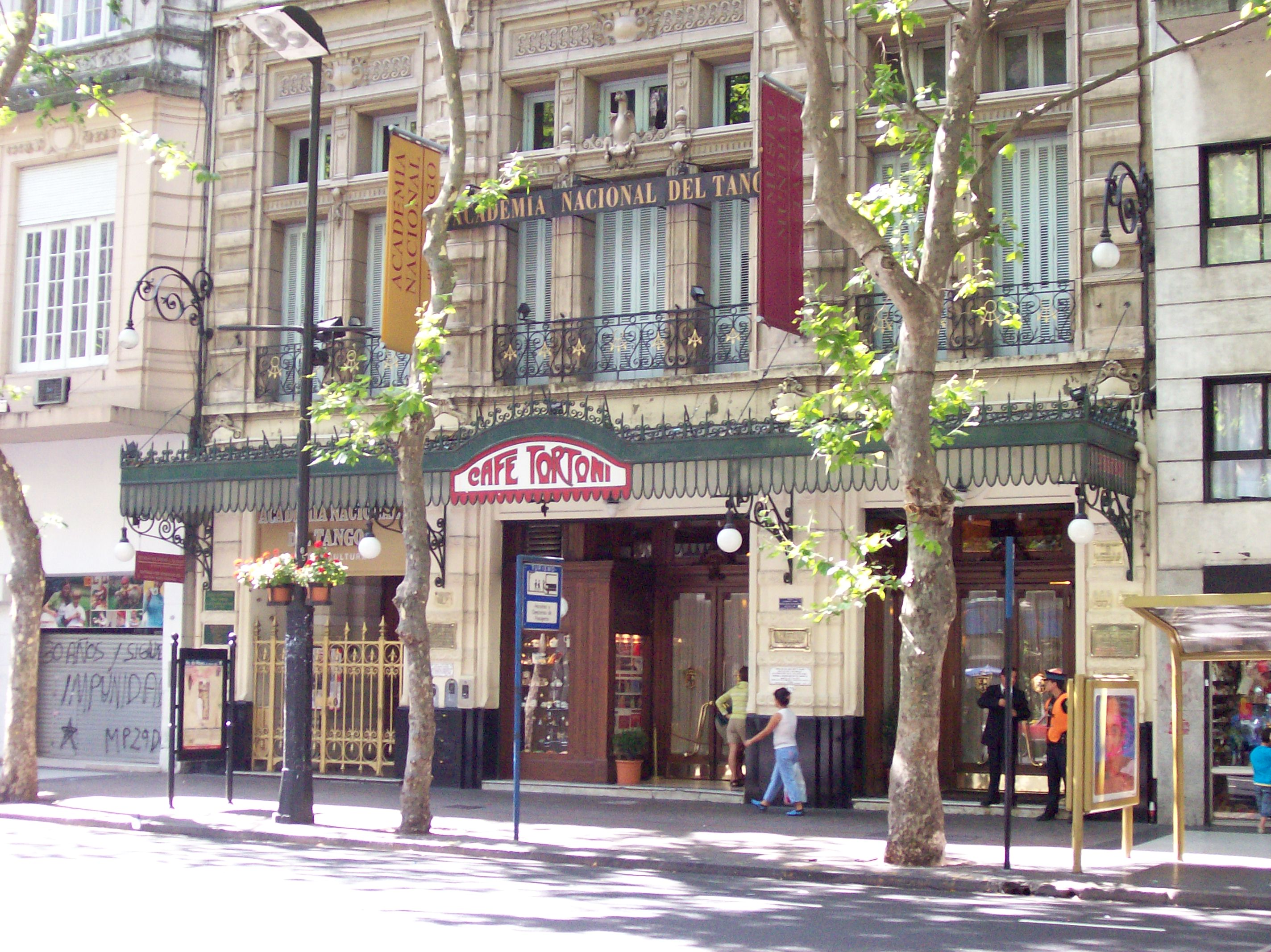
Façade située Avenida de Mayo.

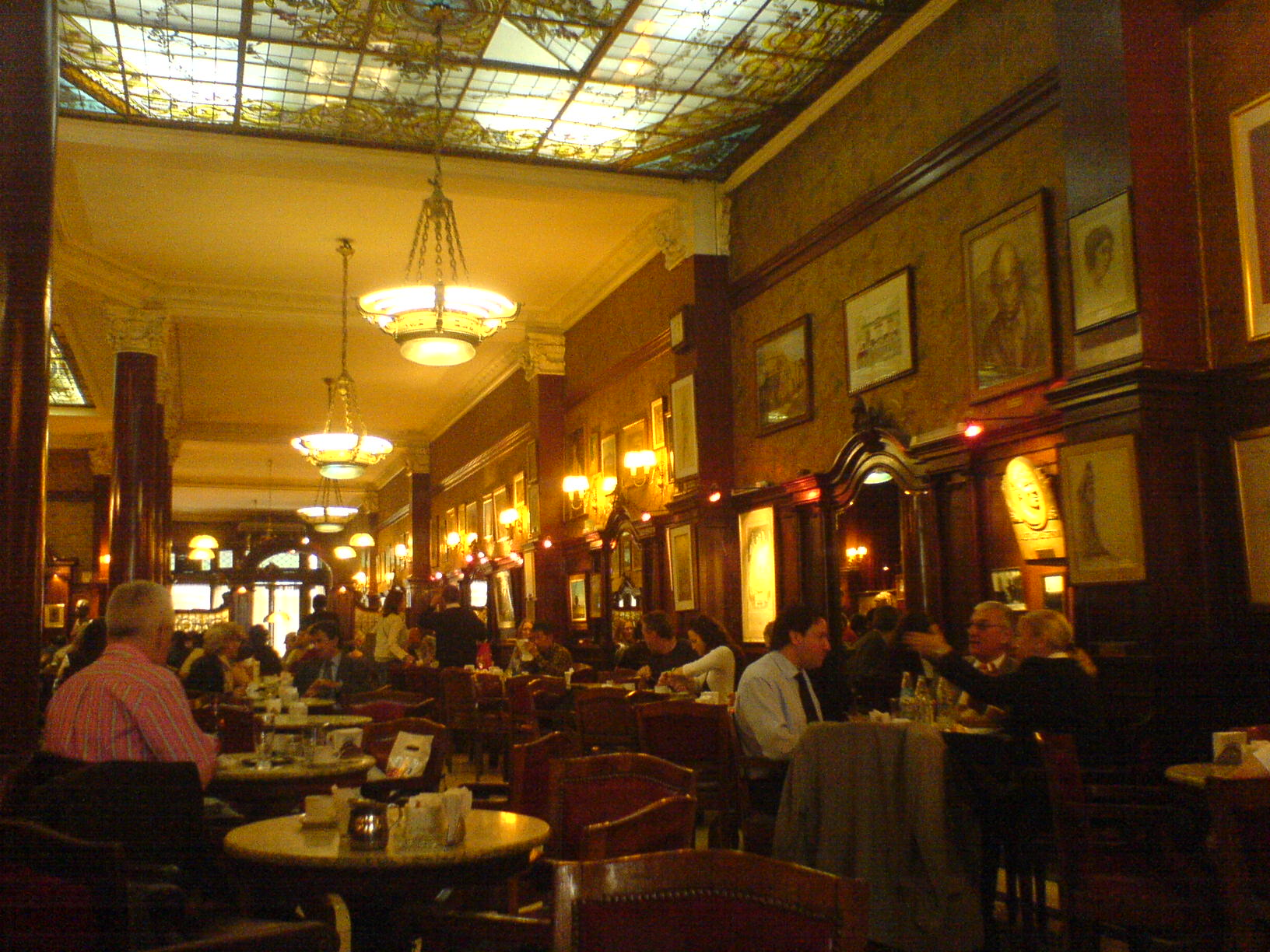
Café Tortoni.

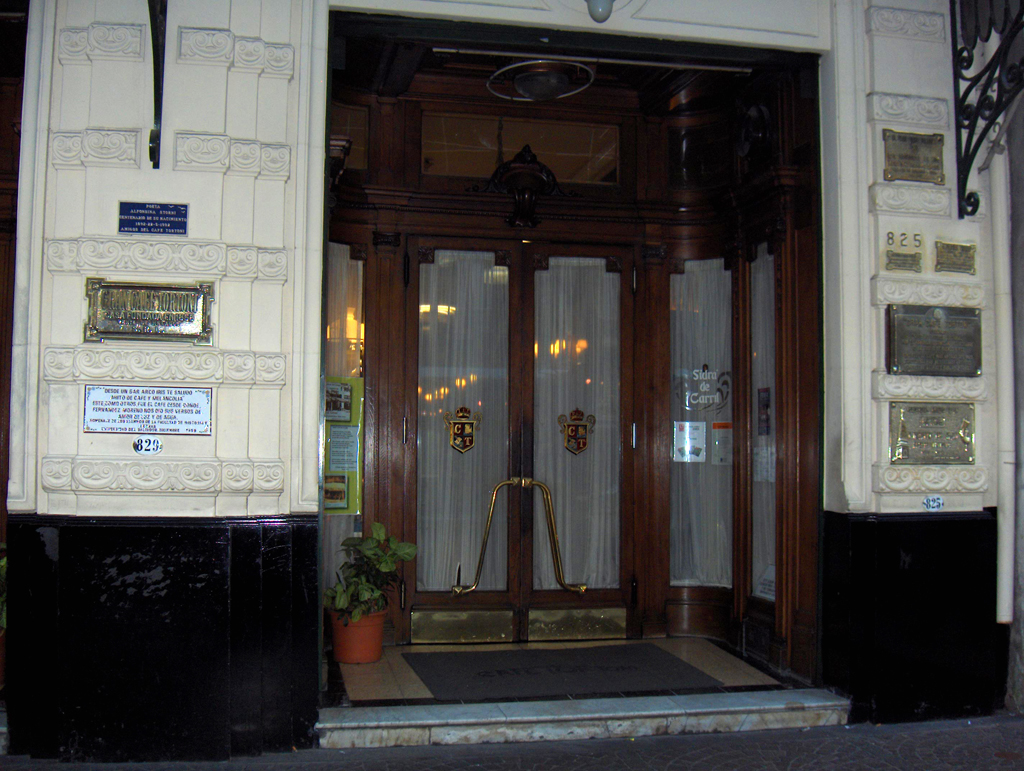
Détail de la façade de l'Avenida de Mayo.

Le Café Tortoni est un café situé au 825 de l'avenida de Mayo, à Buenos Aires. Inauguré en 1858 par un immigrant basque français appelé Touan, il fut nommé Tortoni en référence au Café Tortoni de Paris, un établissement du boulevard des Italiens où se réunissait l'élite de la culture parisienne du XIXe siècle.
Jean Touan naît en 1817 à Barcus (Barkoxe), en pays de Soule (Pyrénées-Atlantiques). Il est issu de la maison Pétillon, qui figure dans le recensement de 1515 par un cadet, Bernard Pétillon, lequel a vécu dans la seconde moitié du XVIIe siècle. Ses descendants ont pris le nom de Touan au XVIIIe siècle. Son épouse, Marie Larrive, naît aussi en 1817 à Barcus. Elle est veuve de Pierre Artzanuthurry, dont elle a eu deux enfants : Jean-Pierre née en 1843 à Barcus, et Anne née en 1845 à Esquioule (Ezkiula). Jean Touan et Marie Larrive se marient à Bordeaux en 1857. Leur fille, Marcelle Touan, naît à Bordeaux 78[Quoi ?], rue des Remparts le 23 novembre 1861.
En 1860, les époux Touan achètent le Café Tortoni à Buenos Aires. Jean-Pierre Artzanuthurry, le fils de Marie Touan, part s'installer au Tortoni en 1861. La famille Touan le rejoint par le vapeur Guyenne en 1863 ou 1864. L'entreprise réussit très vite. Devant cette situation, Jean et Marie Touan font venir à Buenos Aires Anne Artzanuthurry, second enfant de Marie Touan, qui avait épousé à Bordeaux Célestin Curutchet, autre natif de Barcus, devenu ainsi gendre de Marie Touan. Le 11 avril 1871, Jean-Pierre Artzanuthurry meurt de la fièvre jaune. Jean Touan meurt à son tour le 18 octobre 1872. Sur son lit de mort, Jean Touan signe l'acte de vente du Café Tortoni à Célestin Curutchet.
Auparavant, le café était installé au coin des rues Rivadavia et Esmeralda. En 1880, il déménagea à son endroit actuel, mais son entrée se trouvait rue Rivadavia. En 1898, on inaugura l'entrée située Avenida de Mayo, et la façade fut réalisée par l'architecte Alexandre Christophersen.
Dans la bodega (cave) du café a fonctionné La Peña (Peña désigne ici une amicale ou une association consacrée à des activités festives ou de loisir), inaugurée en mai 1926, qui encouragea et protégea les arts et les lettres jusqu'à sa disparition, en 1943. Parmi les habitués se trouvaient Alfonsina Storni, Baldomero Fernández Moreno, Juana de Ibarbourou, Arthur Rubinstein, Ricardo Viñes, Roberto Arlt, José Ortega y Gasset, Jorge Luis Borges, Molina Campos et Benito Quinquela Martín, entre autres.
L'endroit vit aussi passer des figures de la politique comme Lisandro de la Torre et le président argentin Marcelo Torcuato de Alvear, ou des figures populaires comme Carlos Gardel et le coureur automobile argentin Juan Manuel Fangio, ainsi que de prestigieuses figures internationales comme Albert Einstein et Federico García Lorca, et des chefs d'État comme le roi d'Espagne Juan Carlos de Bourbon.
Actuellement, le sous-sol (salle La Bodega) est toujours la scène de différents artistes de tango et de jazz. On y fait aussi des présentations de livres et des concours de poésie. Le café conserve la décoration de ses premières années, il a une bibliothèque et au fond des tables de billard et des salons pour jouer aux dominos et aux dames.